# Jean-Louis Bergeret
Pour les articles homonymes, voir Bergeret.
Jean-Louis Bergeret (11 décembre 1641 à Paris - 9 octobre 1694) est un avocat français.
Avocat général au parlement de Metz en 1672, il devient ensuite premier commis de Charles Colbert de Croissy, puis secrétaire de la chambre et du cabinet du roi. En 1684, il est élu membre de l’Académie française, contre Ménage, et il y est reçu par Racine.
« On ne sait, dit l’abbé d’Olivet, comment il força les portes de l’Académie. » Il n'a laissé aucun écrit ni, semble-t-il, aucun souvenir parmi ses contemporains.